# Piacenza Football Club 1928-1929
Questa pagina raccoglie le informazioni riguardanti il Piacenza Football Club nelle competizioni ufficiali della stagione 1928-1929.

## Stagione
Nella stagione 1928-1929 il Piacenza ha disputato il girone B del campionato di Prima Divisione. Con 28 punti ha ottenuto il quinto posto in classifica.

## Rosa
| N. |                   | Ruolo | Calciatore      |
| -- | ----------------- | ----- | --------------- |
|    | Italia (bandiera) | A     | Enrico Antelmi  |
|    | Italia (bandiera) | C     | Angelo Arcari   |
|    | Italia (bandiera) | A     | Antonio Benassi |
|    | Italia (bandiera) | C     | Otello Bellei   |
|    | Italia (bandiera) | D     | Pietro Bolledi  |
|    | Italia (bandiera) | C     | Aldo Boselli    |
|    | Italia (bandiera) | A     | Giuseppe Cella  |
|    | Italia (bandiera) | P     | Pietro Forotti  |
|    | Italia (bandiera) | A     | Sigfrido Costa  |
|    | Italia (bandiera) | C     | Aldo Gobbi      |
|    | Italia (bandiera) | A     | Giulio Loranzi  |

| N. |                   | Ruolo | Calciatore          |
| -- | ----------------- | ----- | ------------------- |
|    | Italia (bandiera) | D     | Alfredo Massari     |
|    | Italia (bandiera) | A     | Francesco Mattuteia |
|    | Italia (bandiera) | P     | Bruno Midali        |
|    | Italia (bandiera) | C     | Giovanni Percivaldi |
|    | Italia (bandiera) | D     | Giuseppe Rapetti    |
|    | Italia (bandiera) | A     | Antonio Rossetti    |
|    | Italia (bandiera) | C     | Adolfo Salamoni     |
|    | Italia (bandiera) | C     | Renato Tammi        |
|    | Italia (bandiera) | C     | Giuseppe Vernaschi  |
|    | Italia (bandiera) | C     | Guglielmo Zanasi    |